# Vahan Ier Mamikonian
Cet article concerne un chef de famille Mamikonian du Ve siècle. Pour Vahan l'Apostat, voir Vahan Mamikonian.
Vahan Ier Mamikonian (en arménien Վահան Ա Մամիկոնյան ; né vers 440-445, mort entre 503 et 510) est un membre de la famille noble arménienne des Mamikonian. sparapet (« généralissime »), il se révolte en 481 contre les Perses sassanides qui contrôlent alors la partie orientale de l'Arménie. Devenu marzpan (« gouverneur ») en 485, il est à la tête d'une « véritable monarchie sans le titre » jusqu'à sa mort.

## Contexte
Pour un article plus général, voir Arménie perse.

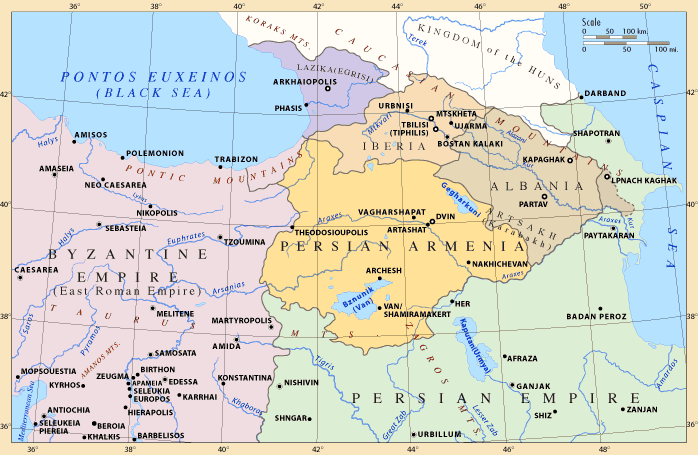
L'Arménie perse (en orange).

Depuis 387, le royaume d'Arménie est divisé en deux zones d'influence, l'Arménie byzantine et l'Arménie perse. En outre, en 428, le dernier monarque arsacide, Artaxias IV, est déposé par le souverain sassanide Vahram V à la demande des nakharark arméniens, inaugurant ainsi la période du marzpanat en Arménie perse. Très vite, les Arméniens déchantent : en 449, Yazdgard II leur ordonne d'apostasier et de se convertir au zoroastrisme. Sous la conduite de Vardan Mamikonian, les Arméniens se révoltent mais sont vaincus le 2 juin 451 (ou le 26 mai) lors de la bataille d'Avarayr ; la plupart des nakharak ayant participé à la révolte sont déportés à Ctésiphon.

## Biographie

### Jeunesse
Vahan serait né vers 440-445. Fils aîné de Hmayeak Mamikonian et de Dzoyk, fille de Vram ou de Vasak Arçrouni, frère cadet de Vardan Mamikonian, il est le premier de la fratrie qu'il compose avec Vasak, Vard et Artachès. Son père est tué lors de la guérilla qu'il dirige dans ses possessions du Tayk au lendemain d'Avarayr. Quant à Vahan, il est capturé par le marzpan bientôt démis, Vasak de Siounie, remis aux Perses et déporté à Ctésiphon avec Vasak et Artachès ; sommé d'apostasier, il y « faiblit dans sa foi » selon son ami d'enfance et historien contemporain Ghazar Parpetsi.
Les trois frères, condamnés à mort, sont toutefois libérés grâce à Arschouscha, bdeachkh (« margrave » ou « vitaxe ») du Gougark et époux d'Anoyschvram, la sœur de Dzoyk,. Sparapet (« généralissime ») d'Arménie en droit coutumier, Vahan rentre alors dans ses possessions ; il y est cependant accusé de détournement du revenu de mines d'or, accusation à laquelle il répond en se rendant spontanément à Ctésiphon avec une grande somme.

### Révolte

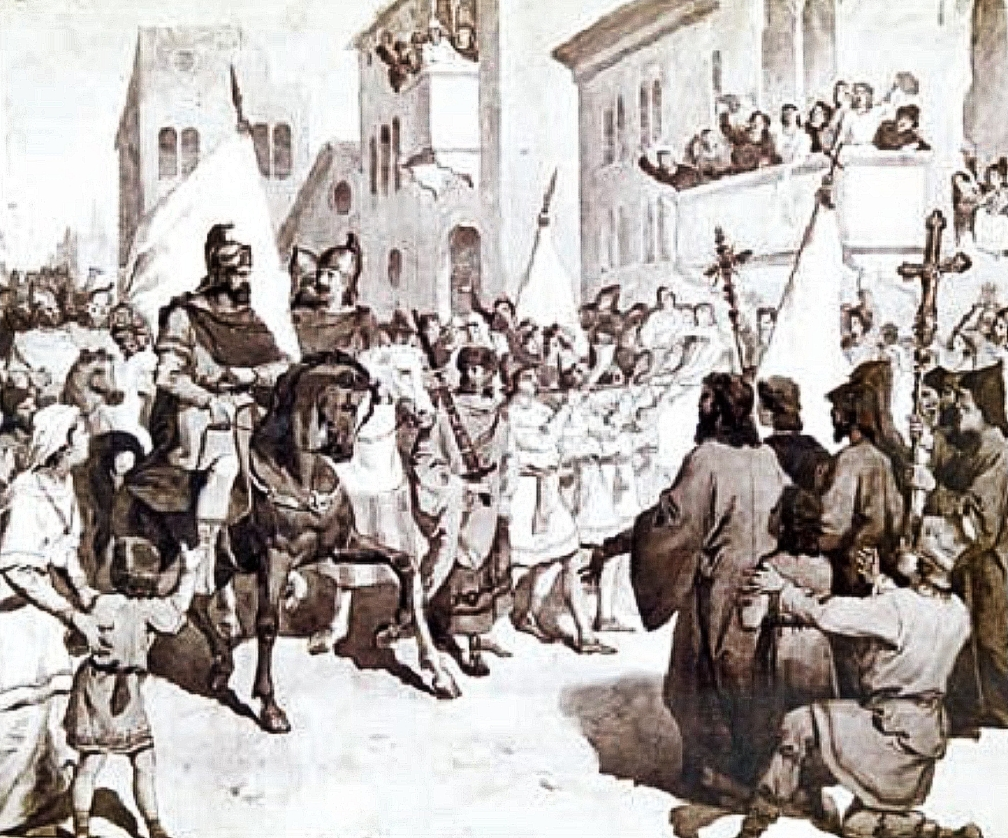
Arrivée de Vahan à Dvin.

Au lendemain d'Avarayr, les Arméniens sont constamment sollicités par les Perses dans des expéditions militaires lointaines, et sont en outre contraints d'accepter le pouvoir croissant de certains apostats ; dans un tel contexte, ils reçoivent positivement l'appel à la révolte de Vakhtang Ier d'Ibérie, lui-même en rébellion contre les Perses. Vahan hésite et se décide en 481 à rallier la rébellion, exigeant des autres rebelles qu'ils prêtent serment sur la croix et l'Évangile de rester fidèles à l'alliance ; il est alors proclamé sparapet. Le serment est cependant directement rapporté par Varaz-Chapouh Amatouni au marzban, Adhour-Gouchnasp, qui abandonne Dvin, la capitale, pour se réfugier tout d'abord à Artachat puis en Perse ; Vahan le fait remplacer par Sahak II Bagratouni, déjà aspet (« commandant de la cavalerie »). Adhour-Gouchnasp envoie cependant une troupe de 7 000 cavaliers contre les insurgés, qui sont défaits par les 400 cavaliers menés par Vasak Mamikonian lors de la bataille d'Akori (pente nord de l'Ararat), qui voit également la mort du marzpan perse. Vahan, jusqu'alors resté à Dvin pour assurer la défense de la capitale, se porte au début de l'année 483 à la rencontre de renforts perses, qu'il défait lors de la bataille de Nersehapat, en Artaz (région de Maku).
Vahan reçoit alors un appel de Vakhtang Ier et se rend avec ses troupes sur la Koura, à la rencontre d'une armée perse commandée par Chahpouhr Mihran ; affolés par l'absence de renforts promis, les Arméniens subissent à l'été 483 la défaite lors de la bataille d'Akesga, qui voit entre autres la mort de Vasak Mamikonian et de Sahak Bagratouni. Vahan se replie alors au Tayk, tandis que Mihran est rappelé à Ctésiphon, permettant aux Arméniens de reprendre le contrôle de la plaine de l'Araxe pendant l'hiver ; Mihran revient au printemps 484 à la tête d'une nouvelle armée et force Vahan à se réfugier non loin de la frontière byzantine, au Tayk et au Taron.

### Marzband'Arménie
Un événement vient toutefois changer le cours des choses, la mort en 484 du souverain perse Péroz Ier lors d'une guerre contre les Hephtalites, qui cause le retrait des Perses d'Arménie et la reprise de Dvin et de Vagharchapat. En difficulté à la suite de la révolte de Zareh, le successeur de Péroz, Valash, a besoin de l'aide des Arméniens : en échange d'un soutien militaire, il leur accorde par le traité de Nevarsak (près de Her, l'actuelle Khoy) la liberté du culte chrétien et l'interdiction du zoroastrisme en Arménie, le choix des autorités parmi les nobles arméniens en fonction du droit coutumier, et l'autonomie des nakharark par rapport au marzpan ; Vahan est en outre reconnu sparapet, et les biens des Mamikonian et de leurs alliés les Kamsarakan leur sont restitués.
Dans la même optique, Vahan est nommé marzpan en 485, « effa[çant] définitivement les conséquences du drame de 451 », et nomme son frère Vard sparapet. Il préside alors à une véritable restauration nationale et, en accord avec les Catholicos Hovhannès Ier Mandakouni et Babgen Ier d'Otmous, il réorganise le pays sur le plan religieux. Les églises sont restaurées : il restaure et agrandit Sourp Grigor (« Saint-Grégoire ») de Dvin, et reconstruit entièrement la cathédrale d'Etchmiadzin (484-485).
Le pays connaît alors une paix relative, malgré une tentative infructueuse du successeur de Valash, Kavadh Ier, de revenir sur les acquis de Nevarsak. Vahan se rapproche en 489 de Vatchagan III, roi d'Albanie du Caucase, et repousse les Hephtalites au début du VIe siècle. Il meurt entre 503 et 510 et a pour successeur son frère Vard.

### Postérité
Selon Cyrille Toumanoff, Vahan Mamikonian serait le père d'un hypothétique :
- Artavasde (IV), lui-même père de :
  - Samuel Ier, sparapet en 555.